# Synagogan vid Princes Road
Synagogan vid Princes Road är en synagoga som är belägen i Toxteth i Liverpool i England och tillhör Liverpools gamla hebreiska församling. Den grundades under sent 1860-tal. Synagogan ritades av de skotskfödda arkitekterna William James Audsley och George Ashdown Audsley och invigdes den 2 september 1874. Den anses vara en av de finaste synagogorna i Storbritannien som är byggda i nymorisk stil. Synagogor som är uppförda i liknande stil finns så långt bort som i Sydney.